# Enrico Mara
Enrico Mara (Busto Arsizio, 7 agosto 1912 – Busto Arsizio, 7 giugno 1979) è stato un ciclista su strada italiano, professionista e indipendente dal 1931 al 1946.

## Carriera
Fratello minore di Michele Mara, non ottenne gli stessi risultati del fratello. Passato indipendente nel 1931, corse prevalentemente da individuale o come tesserato per società milanesi (U.S. Azzini, S.S. Genova, S.C. Cesare Battisti) e bustocche (S.C. Michele Mara); sul finire degli anni trenta riuscì comunque a ottenere un contratto con la milanese Bianchi, correndo anche il Giro d'Italia 1938 in maglia bianco-celeste.
Pur non riuscendo a vincere alcuna gara, ottenne diversi buoni risultati, tra cui alcuni piazzamenti nei primi tre in tappe del Giro d'Italia: fu secondo nella tappa di Arezzo dietro Giuseppe Olmo nel 1937 (correndo da "individuale"), terzo nella frazione di Santa Margherita Ligure nel 1938 dietro Giovanni Gotti e Adolfo Leoni e ancora terzo a Trento nel 1940 (con i colori della Battisti-Aquilano), preceduto da Glauco Servadei e ancora Leoni. Nel 1938 fu anche secondo nella Coppa Città di Busto Arsizio, battuto da Secondo Magni, e terzo nella Torino-Ceriale, dietro a Olmo e Cino Cinelli; tra gli altri piazzamenti ottenuti spiccano anche il sesto posto alla Tre Valli Varesine 1934, il sesto posto al Giro di Campania 1939 e il quinto nel campionato italiano a punti dello stesso anno.
Dopo la seconda guerra mondiale si ripropose nelle corse come individuale ma non ottenne altri risultati, e nel 1946 concluse la carriera agonistica.

## Piazzamenti

### Grandi Giri
- Giro d'Italia

1934: non partito (10ª tappa)
1935: ritirato (9ª tappa)
1937: ritirato
1938: ritirato
1939: ritirato
1940: 37º

### Classiche monumento
- Milano-Sanremo

1932: 36º
1938: 35º
1939: 36º
1940: 47º
- Giro di Lombardia

1931: 21º
1934: 19º
1940: 11º